# PEC Zwolle in het seizoen 1976/77
Het seizoen 1976/1977 was het 66e jaar in het bestaan van de Zwolse voetbalclub PEC Zwolle. De club kwam uit in de Eerste divisie en nam ook deel aan het toernooi om de KNVB beker.

## Wedstrijdstatistieken

### Oefenduels
| Datum + plaats         | Wedstrijd                               | Uitslag       | Scoreverloop                                    |
| ---------------------- | --------------------------------------- | ------------- | ----------------------------------------------- |
| 7 augustus 1976 Raalte | Rohda Raalte (ama) – PEC Zwolle         | 0 – 2 (0 – 0) | Yuri Banhoffer, Rinus Israël                    |
|                        |                                         |               |                                                 |
| 23 maart 1977 Zwolle   | Nederlands militair-elftal – PEC Zwolle | 3 – 1 (2 – 1) | Staats, Poortvliet, Wijnstekers; Yuri Banhoffer |

### Eerste divisie
| 1e speelronde | PEC Zwolle | 1 – 1 (1 – 1) | FC Groningen                                                    | Opstelling PEC Zwolle: |
| 22 augustus 1976 Aanvangstijd: --:-- uur Plaats: Zwolle Oosterenkstadion Toeschouwers: 5.500 Scheidsrechter: Henk van Ettekoven                  | Koko Hoekstra 34'                                                                                                   |               | 29' Jack van Loon                                               | Hamming |
| 2e speelronde | SC Heracles '74 | 2 – 2 (2 – 1) | PEC Zwolle                                                      | Opstelling PEC Zwolle: |
| 25 augustus 1976 Aanvangstijd: --:-- uur Plaats: Almelo Gemeentelijk Sportpark Bornsestraat Toeschouwers: 3.100 Scheidsrechter: George Oetelmans | Hans Bekkenutte 4' Warry Grobben 39'                                                                                |               | 36' Cees van Slooten 78' Evert Hooijer                          | Gerards, Warnas, Israël (82' Geerdink), B. Hendriks, Hooijer, Hendriksen, Hoekstra, Van 't Land, R. Hendriks, Van Slooten, Jans Hendriks (87'), Hooijer (90') |
| 3e speelronde | FC Dordrecht | 0 – 2 (0 – 1) | PEC Zwolle                                                      | Opstelling PEC Zwolle: |
| 29 augustus 1976 Aanvangstijd: --:-- uur Plaats: Dordrecht Stadion Krommedijk Toeschouwers: 4.500 Scheidsrechter: Bouke Draaisma                 | |               | 28' Cees van Slooten 78' Ron Jans                               | |
| 4e speelronde | PEC Zwolle | 0 – 0         | Excelsior                                                       | Opstelling PEC Zwolle: |
| 1 september 1976 Aanvangstijd: --:-- uur Plaats: Zwolle Oosterenkstadion Toeschouwers: 4.000 Scheidsrechter: Bep Thomas                          | |               |                                                                 | |
| 5e speelronde | SVV | 1 – 1 (1 – 0) | PEC Zwolle                                                      | Opstelling PEC Zwolle: |
| 5 september 1976 Aanvangstijd: --:-- uur Plaats: Schiedam Sportpark Harga Toeschouwers: 3.000 Scheidsrechter: Charles Janssen                    | Cor Huigen 17' |               | 81' Rinus Israël                                                | |
| 6e speelronde | PEC Zwolle | 0 – 1 (0 – 0) | Vitesse                                                         | Opstelling PEC Zwolle: |
| 12 september 1976 Aanvangstijd: --:-- uur Plaats: Zwolle Oosterenkstadion Toeschouwers: 6.500 Scheidsrechter: Joop Vervoort                      | |               | 74' Boško Bursać                                                | |
| 7e speelronde | SC Cambuur | 0 – 3 (0 – 1) | PEC Zwolle                                                      | Opstelling PEC Zwolle: |
| 26 september 1976 Aanvangstijd: --:-- uur Plaats: Leeuwarden Cambuurstadion Toeschouwers: 3.000 Scheidsrechter: Gerard Geurds                    | |               | 32' (pen) Ben Hendriks 47' Cees van Slooten 52' Ronald Hendriks | |
| 8e speelronde | PEC Zwolle | 4 – 1 (1 – 1) | SC Veendam                                                      | Opstelling PEC Zwolle: |
| 3 oktober 1976 Aanvangstijd: --:-- uur Plaats: Zwolle Oosterenkstadion Toeschouwers: 5.100 Scheidsrechter: Bouke Draaisma                        | Cees van Slooten 30' Jan Hendriksen 48' Yuri Banhoffer 59' Ronald Hendriks 70'                                      |               | 16' Bert Wierenga                                               | |
| 9e speelronde | Volendam | 0 – 0         | PEC Zwolle                                                      | Opstelling PEC Zwolle: |
| 17 oktober 1976 Aanvangstijd: --:-- uur Plaats: Volendam Krasstadion Toeschouwers: 4.000 Scheidsrechter: Gerard Jonker                           | |               |                                                                 | |
| 10e speelronde | PEC Zwolle | 2 – 0 (0 – 0) | Fortuna SC                                                      | Opstelling PEC Zwolle: |
| 24 oktober 1976 Aanvangstijd: --:-- uur Plaats: Zwolle Oosterenkstadion Toeschouwers: 4.500 Scheidsrechter: Frans Derks                          | Ronald Hendriks 75' Cees van Slooten 90'                                                                            |               |                                                                 | |
| 11e speelronde | FC Den Bosch '67 | 0 – 1 (0 – 0) | PEC Zwolle                                                      | Opstelling PEC Zwolle: |
| 31 oktober 1976 Aanvangstijd: --:-- uur Plaats: 's-Hertogenbosch Stadion De Vliert Toeschouwers: 4.000 Scheidsrechter: Piet Bosman               | |               | 71' Koko Hoekstra                                               | |
| 12e speelronde | PEC Zwolle | 2 – 1 (0 – 1) | SC Amersfoort                                                   | Opstelling PEC Zwolle: |
| 7 november 1976 Aanvangstijd: --:-- uur Plaats: Zwolle Oosterenkstadion Toeschouwers: 4.000 Scheidsrechter: Ignace van Swieten                   | Peter Gerards (pen) 49' Peter Gerards (pen) 68'                                                                     |               | 35' Jaap van Pelt                                               | |
| 13e speelronde | Helmond Sport | 0 – 1 (0 – 1) | PEC Zwolle                                                      | Opstelling PEC Zwolle: |
| 14 november 1976 Aanvangstijd: --:-- uur Plaats: Helmond Stadion De Braak Toeschouwers: 1.000 Scheidsrechter: Henk van Ettekoven                 | |               | 21' Yuri Banhoffer                                              | |
| 14e speelronde | PEC Zwolle | 2 – 1 (1 – 1) | Wageningen                                                      | Opstelling PEC Zwolle: |
| 28 november 1976 Aanvangstijd: --:-- uur Plaats: Zwolle Oosterenkstadion Toeschouwers: 5.000 Scheidsrechter: Henk van Dijken                     | Yuri Banhoffer 17' Koko Hoekstra 69'                                                                                |               | 22' Richard Budding                                             | |
| 15e speelronde | Willem II | 0 – 1 (0 – 1) | PEC Zwolle                                                      | Opstelling PEC Zwolle: |
| 5 december 1976 Aanvangstijd: --:-- uur Plaats: Tilburg Gemeentelijk Sportpark Toeschouwers: 4.000 Scheidsrechter: George Oetelmans              | |               | 42' Ronald Hendriks                                             | |
| 16e speelronde | PEC Zwolle | 2 – 1 (1 – 1) | Heerenveen                                                      | Opstelling PEC Zwolle: |
| 12 december 1976 Aanvangstijd: --:-- uur Plaats: Zwolle Oosterenkstadion Toeschouwers: 8.000 Scheidsrechter: Van Ooijen                          | Peter Gerards (pen) 12' Yuri Banhoffer 55'                                                                          |               | 20' (pen) Dirk Visser                                           | Hamming |
| 17e speelronde | FC Groningen | 2 – 2 (1 – 1) | PEC Zwolle                                                      | Opstelling PEC Zwolle: |
| 9 januari 1977 Aanvangstijd: --:-- uur Plaats: Groningen Stadion Oosterpark Toeschouwers: 7.600 Scheidsrechter: Gerrit Berrevoets                | Jack van Loon 17' Eddy Bakker 67'                                                                                   |               | 26' Yuri Banhoffer 78' Karsten Jensen (e.d.)                    | |
| 18e speelronde | PEC Zwolle | 3 – 2 (2 – 1) | SC Heracles '74                                                 | Opstelling PEC Zwolle: |
| 16 januari 1977 Aanvangstijd: --:-- uur Plaats: Zwolle Oosterenkstadion Toeschouwers: 3.000 Scheidsrechter: Cees Bakker                          | Ronald Hendriks 3' Rinus Israël 17' Jan Hendriksen 73'                                                              |               | 28' Ton van Duiven 71' Warry Grobben                            | |
| 19e speelronde | MVV | 1 – 1 (0 – 1) | PEC Zwolle                                                      | Opstelling PEC Zwolle: |
| 23 januari 1977 Aanvangstijd: --:-- uur Plaats: Maastricht De Geusselt Toeschouwers: 15.000 Scheidsrechter: Gerard Jonker                        | Gerrie Schrijnemakers 88'                                                                                           |               | 4' Tjeerd van 't Land                                           | |
| 20e speelronde | PEC Zwolle | 1 – 1 (0 – 0) | MVV                                                             | Opstelling PEC Zwolle: |
| 30 januari 1977 Aanvangstijd: --:-- uur Plaats: Zwolle Oosterenkstadion Toeschouwers: 9.500 Scheidsrechter: Egbert Mulder                        | Yuri Banhoffer 81'                                                                                                  |               | 56' Willy Brokamp                                               | |
| 21e speelronde | PEC Zwolle | 0 – 0         | FC Dordrecht                                                    | Opstelling PEC Zwolle: |
| 6 februari 1977 Aanvangstijd: --:-- uur Plaats: Zwolle Oosterenkstadion Toeschouwers: 4.000 Scheidsrechter: Gerard Geurds                        | |               |                                                                 | |
| 22e speelronde | Excelsior | 1 – 0 (1 – 0) | PEC Zwolle                                                      | Opstelling PEC Zwolle: |
| 13 februari 1977 Aanvangstijd: --:-- uur Plaats: Rotterdam Stadion Woudestein Toeschouwers: 5.000 Scheidsrechter: Jan Beck                       | Cor Pot 13' |               |                                                                 | |
| 23e speelronde | PEC Zwolle | 1 – 0 (1 – 0) | SVV                                                             | Opstelling PEC Zwolle: |
| 27 februari 1977 Aanvangstijd: --:-- uur Plaats: Zwolle Oosterenkstadion Toeschouwers: 5.000 Scheidsrechter: George Oetelmans                    | Ronald Hendriks 5'                                                                                                  |               |                                                                 | |
| 24e speelronde | Vitesse | 2 – 2 (1 – 0) | PEC Zwolle                                                      | Opstelling PEC Zwolle: |
| 6 maart 1977 Aanvangstijd: --:-- uur Plaats: Arnhem Nieuw-Monnikenhuize Toeschouwers: 8.500 Scheidsrechter: Henk van Dijken                      | Willy Veenstra 1' Herman Gerdsen 89'                                                                                |               | 66' Bjarne Petersen 81' Ronald Hendriks                         | Drost |
| 25e speelronde | PEC Zwolle | 2 – 0 (1 – 0) | SC Cambuur                                                      | Opstelling PEC Zwolle: |
| 20 maart 1977 Aanvangstijd: --:-- uur Plaats: Zwolle Oosterenkstadion Toeschouwers: 8.000 Scheidsrechter: Cees de Bruin                          | Yuri Banhoffer 43' Tjeerd van 't Land 82'                                                                           |               |                                                                 | |
| 26e speelronde | PEC Zwolle | 3 – 1 (2 – 1) | Volendam                                                        | Opstelling PEC Zwolle: |
| 27 maart 1977 Aanvangstijd: --:-- uur Plaats: Zwolle Oosterenkstadion Toeschouwers: 4.400 Scheidsrechter: Bart Ram                               | Jan Hendriksen 32' Ben Hendriks 33' Peter Gerards 72' (pen.)                                                        |               | 6' Dick Bond                                                    | |
| 27e speelronde | SC Veendam | 1 – 2 (0 – 0) | PEC Zwolle                                                      | Opstelling PEC Zwolle: |
| 3 april 1977 Aanvangstijd: --:-- uur Plaats: Veendam De Langeleegte Toeschouwers: 2.500 Scheidsrechter: Joop Vervoort                            | Roelf van der Land 49'                                                                                              |               | 47' Koko Hoekstra 80' Ype Hamming                               | |
| 28e speelronde | PEC Zwolle | 6 – 0 (2 – 0) | FC Vlaardingen '74                                              | Opstelling PEC Zwolle: |
| 9 april 1977 Aanvangstijd: --:-- uur Plaats: Zwolle Oosterenkstadion Toeschouwers: 6.100 Scheidsrechter: Van Ooijen                              | Koko Hoekstra 13' Bjarne Petersen 36' Henk Warnas 61' Ronald Hendriks 71' René IJzerman 85' Peter Gerards (pen) 89' |               |                                                                 | |
| 29e speelronde | FC Vlaardingen '74                                                                                                  | 1 – 0 (0 – 0) | PEC Zwolle                                                      | Opstelling PEC Zwolle: |
| 11 april 1977 Aanvangstijd: --:-- uur Plaats: Vlaardingen Floreslaan Toeschouwers: 1.800 Scheidsrechter: Gerard Geurds                           | Cees Bouman 74' |               |                                                                 | |
| 30e speelronde | Fortuna SC | 1 – 1 (0 – 1) | PEC Zwolle                                                      | Opstelling PEC Zwolle: |
| 16 april 1977 Aanvangstijd: --:-- uur Plaats: Sittard De Baandert Toeschouwers: 6.000 Scheidsrechter: Bep Thomas                                 | Hans Engbersen 62'                                                                                                  |               | 5' Tjeerd van 't Land                                           | |
| 31e speelronde | PEC Zwolle | 3 – 1 (1 – 0) | FC Den Bosch 67                                                 | Opstelling PEC Zwolle: |
| 24 april 1977 Aanvangstijd: --:-- uur Plaats: Zwolle Oosterenkstadion Toeschouwers: 5.300 Scheidsrechter: Henk van Ettekoven                     | Niels Sørensen (pen) 6' Bjarne Petersen 62' Ronald Hendriks 89'                                                     |               | 63' Albert Bruurmijn                                            | |
| 32e speelronde | SC Amersfoort | 0 – 2 (0 – 1) | PEC Zwolle                                                      | Opstelling PEC Zwolle: |
| 1 mei 1977 Aanvangstijd: --:-- uur Plaats: Amersfoort Sportpark Birkhoven Toeschouwers: 2.500 Scheidsrechter: Bouke Draaisma                     | |               | 18' Ben Hendriks 75' Ronald Hendriks                            | |
| 33e speelronde | PEC Zwolle | 3 – 0 (1 – 0) | Willem II                                                       | Opstelling PEC Zwolle: |
| 5 mei 1977 Aanvangstijd: --:-- uur Plaats: Zwolle Oosterenkstadion Toeschouwers: 5.000 Scheidsrechter: Henk van Dijken                           | Ronald Hendriks 22' Ronald Hendriks 70' Bjarne Petersen 78'                                                         |               |                                                                 | |
| 34e speelronde | PEC Zwolle | 3 – 0 (1 – 0) | Helmond Sport                                                   | Opstelling PEC Zwolle: |
| 8 mei 1977 Aanvangstijd: --:-- uur Plaats: Zwolle Oosterenkstadion Toeschouwers: 4.500 Scheidsrechter: Jan Keizer                                | Bjarne Petersen 5' Koko Hoekstra 63' Koko Hoekstra 78'                                                              |               |                                                                 | |
| 35e speelronde | Wageningen | 1 – 2 (0 – 1) | PEC Zwolle                                                      | Opstelling PEC Zwolle: |
| 15 mei 1977 Aanvangstijd: --:-- uur Plaats: Wageningen Stadion de Wageningse Berg Toeschouwers: 6.000 Scheidsrechter: Gerrit Berrevoets          | Dick van der Wulp 51'                                                                                               |               | 27' Yuri Banhoffer 81' Ben Hendriks                             | |
| 36e speelronde | Heerenveen | 2 – 2 (0 – 0) | PEC Zwolle                                                      | Opstelling PEC Zwolle: |
| 22 mei 1977 Aanvangstijd: --:-- uur Plaats: Heerenveen Sportpark Noord Toeschouwers: 4.000 Scheidsrechter: Charles Corver                        | Johnny Jansen 72' Bert Middelkoop 89'                                                                               |               | 59' Ronald Hendriks 80' Koko Hoekstra                           | Nieuwenhout, Drost, Israël, B. Hendriks, Warnas, Hendriksen, Sørensen (Petersen), Hoekstra, IJzerman, R. Hendriks, Banhoffer                                  |

### Nacompetitie
| 1e speelronde                                                                                        | PEC Zwolle                               | 2 – 0 (1 – 0) | MVV                                    | Opstelling PEC Zwolle: |
| 26 mei 1977 Plaats: Zwolle Oosterenkstadion Toeschouwers: 6.000 Scheidsrechter: Siem Wellinga        | Koko Hoekstra 44' Ronald Hendriks 72'    |               |                                        | |
| 2e speelronde                                                                                        | Excelsior                                | 1 – 2 (0 – 1) | PEC Zwolle                             | Opstelling PEC Zwolle: |
| 30 mei 1977 Plaats: Rotterdam Stadion Woudestein Toeschouwers: 7.000 Scheidsrechter: Henk van Dijken | Cor Pot 62'                              |               | 44' Yuri Banhoffer 82' Bjarne Petersen | Nieuwenhout, Drost, Israël, B. Hendriks, Warnas, Hendriksen, Sørensen, Hoekstra, R. Hendriks, Banhoffer (Petersen), IJzerman  |
| 3e speelronde                                                                                        | Volendam                                 | 2 – 2 (1 – 1) | PEC Zwolle                             | Opstelling PEC Zwolle: |
| 2 juni 1977 Plaats: Volendam Krasstadion Toeschouwers: 10.000 Scheidsrechter: Henk van Ettekoven     | Klaas Drost (e.d.) 10' Cor Zonneveld 60' |               | 39' Ben Hendriks 80' Bjarne Petersen   | |
| 4e speelronde                                                                                        | PEC Zwolle                               | 1 – 1 (1 – 0) | Volendam                               | Opstelling PEC Zwolle: |
| 5 juni 1977 Plaats: Zwolle Oosterenkstadion Toeschouwers: 8.000 Scheidsrechter: Charles Corver       | Koko Hoekstra 42'                        |               | 61' Jan Bond                           | Nieuwenhout, Drost, Israël, B. Hendriks, Warnas, Hoekstra, Sørensen (Petersen), R. Hendriks, Banhoffer, Van 't Land (Hamming) |
| 5e speelronde                                                                                        | PEC Zwolle                               | 1 – 1 (0 – 1) | Excelsior                              | Opstelling PEC Zwolle: |
| 8 juni 1977 Plaats: Zwolle Oosterenkstadion Toeschouwers: 10.000 Scheidsrechter: Frans Derks         | Ben Hendriks 77'                         |               | 3' Koos Waslander                      | |
| 6e speelronde                                                                                        | MVV                                      | 1 – 1 (1 – 0) | PEC Zwolle                             | Opstelling PEC Zwolle: |
| 12 juni 1977 Plaats: Maastricht De Geusselt Toeschouwers: 17.000 Scheidsrechter: Frans Derks         | Jo Bonfrère (pen) 30'                    |               | 87' Klaas Drost                        | |

### KNVB beker
| 1e ronde                                                                                            | RKC                                                             | 3 – 3 (3 – 3, 2 – 1) PEC w.n.s. | PEC Zwolle                                                     | Opstelling PEC Zwolle: |
| 10 oktober 1976 Plaats: Waalwijk Sportpark Olympia Toeschouwers: 3.000 Scheidsrechter: Ruud Klint   | Rudy Mulders (pen) 25' Tonny van de Bosch 35' Ad Brekelmans 64' |                                 | 36' Jan Hendriksen 50' (pen.) Peter Gerards 66' Yuri Banhoffer | |
| 2e ronde                                                                                            | PEC Zwolle                                                      | 2 – 0 (1 – 0)                   | FC Dordrecht                                                   | Opstelling PEC Zwolle: |
| 21 november 1976 Plaats: Zwolle Oosterenkstadion Toeschouwers: 2.000 Scheidsrechter: Louis Beukman  | Rinus Israël 12' Ype Hamming 48'                                |                                 |                                                                | |
| 3e ronde                                                                                            | PEC Zwolle                                                      | 2 – 1 n.v. (0 – 0)              | Telstar                                                        | Opstelling PEC Zwolle: |
| 20 februari 1977 Plaats: Zwolle Oosterenkstadion Toeschouwers: 4.000 Scheidsrechter: Bouke Draaisma | Ronald Hendriks 92' Tjeerd van 't Land 116'                     |                                 | 94' Jos Jonker                                                 | |
| Kwartfinale                                                                                         | PEC Zwolle                                                      | 1 – 0 (1 – 0)                   | MVV                                                            | Opstelling PEC Zwolle: |
| 9 maart 1977 Plaats: Zwolle Oosterenkstadion Toeschouwers: 18.000 Scheidsrechter: Gerrit Berrevoets | Niels Sørensen 39'                                              |                                 |                                                                | Gerards, Warnas, Israël, B. Hendriks, Hamming, Sørensen, R. Hendriks, Hoekstra (Van 't Land), Hendriksen, Petersen, IJzerman               |
| Halve finale                                                                                        | ADO Den Haag                                                    | 1 – 2 n.v. (1 – 1, 1 – 0)       | PEC Zwolle                                                     | Opstelling PEC Zwolle: |
| 27 april 1977 Plaats: Utrecht Galgenwaard Toeschouwers: 16.000 Scheidsrechter: Gerrit Berrevoets    | Aad Mansveld 13'                                                |                                 | 47' Koko Hoekstra 107' Tjeerd van 't Land                      | Nieuwenhout, Drost, Israël, B. Hendriks, Warnas, Hoekstra, Hendriksen, Sørensen, R. Hendriks, Banhoffer, IJzerman                          |
| Finale                                                                                              | FC Twente '65                                                   | 3 – 0 n.v.                      | PEC Zwolle                                                     | Opstelling PEC Zwolle: |
| 19 mei 1977 Plaats: Nijmegen Goffertstadion Toeschouwers: 26.000 Scheidsrechter: Cees de Bruin      | Epi Drost 95' Arnold Mühren (pen) 105' Jan Jeuring 110'         |                                 |                                                                | Nieuwenhout, Drost, Israël, B. Hendriks, Warnas, Hoekstra (Petersen), Sørensen, IJzerman (Van 't Land), R. Hendriks, Banhoffer, Hendriksen |

## Selectie en technische staf

### Selectie 1976/77
| Nr.           | Nat.                 | Naam               | Competitie | Competitie | Nacompetitie | Nacompetitie | Beker      | Beker      | Totaal     | Totaal     | Seizoen    | Vorige club             | Debuut          |            |
| Nr.           | Nat.                 | Naam               | W          |            | W            |              | W          |            | W          |            | Seizoen    | Vorige club             | Debuut          |            |
| Doelmannen    | Doelmannen           | Doelmannen         | Doelmannen | Doelmannen | Doelmannen   | Doelmannen   | Doelmannen | Doelmannen | Doelmannen | Doelmannen | Doelmannen | Doelmannen              | Doelmannen      | Doelmannen |
| ------------- | -------------------- | ------------------ | ---------- | ---------- | ------------ | ------------ | ---------- | ---------- | ---------- | ---------- | ---------- | ----------------------- | --------------- | ---------- |
| -             | Vlag van Nederland   | Bob Nieuwenhout    | –          | 0          | –            | 0            | –          | 0          | –          | 0          | 3e         | De Volewijckers         | –               |            |
| -             | Vlag van Nederland   | Peter Gerards      | –          | 5          | –            | 0            | –          | 1          | –          | 6          | 3e         | PSV                     | –               |            |
| -             | Vlag van Nederland   | Jan Veerman        | –          | 0          | –            | 0            | –          | 0          | –          | –          | 2e         | Go Ahead Eagles (Jeugd) | –               |            |
| Verdedigers   |                      |                    |            |            |              |              |            |            |            |            |            |                         |                 |            |
| -             | Vlag van Joegoslavië | Milutin Bajac      | –          | 0          | –            | 0            | –          | 0          | –          | 0          | 3e         | FK Proleter Novi Sad    | –               |            |
| -             | Vlag van Nederland   | Klaas Drost        | –          | 0          | –            | 1            | –          | 0          | –          | 0          | 7e         | Jeugd                   | –               |            |
| -             | Vlag van Nederland   | Peter Geerdink     | –          | 0          | –            | 0            | –          | 0          | –          | 0          | 1e         | Raptim (ama)            | –               |            |
| -             | Vlag van Nederland   | Ben Hendriks       | –          | 4          | –            | 2            | –          | 0          | –          | 6          | 13e        | Zwolsche Boys\|\|–      |                 |            |
| -             | Vlag van Nederland   | Rinus Israël       | 34         | 2          | –            | 0            | –          | 1          | 34         | 3          | 2e         | Excelsior               | –               |            |
| -             | Vlag van Nederland   | Lody Kragt         | –          | 0          | –            | 0            | –          | 0          | –          | 0          | 9e         | Emmeloord (ama)         | –               |            |
| -             | Vlag van Nederland   | Henk Warnas        | 36         | 1          | –            | 0            | –          | 0          | 36         | 1          | 1e         | Go Ahead Eagles         | 2 augustus 1976 |            |
| -             | Vlag van Nederland   | René IJzerman      | 24         | 1          | –            | 0            | –          | 0          | 24         | 1          | 5e         | Jeugd                   | –               |            |
| Middenvelders |                      |                    |            |            |              |              |            |            |            |            |            |                         |                 |            |
| -             | Vlag van Nederland   | Jan Hendriksen     | –          | 3          | –            | 0            | –          | 1          | –          | 4          | 1e         | Jeugd                   | –               |            |
| -             | Vlag van Nederland   | Ype Hamming        | 28         | 1          | –            | 0            | –          | 1          | 28         | 2          | 2e         | Onbekend                | –               |            |
| -             | Vlag van Nederland   | Evert Hooijer      | –          | 1          | –            | 0            | –          | 0          | –          | 1          | 1e         | FC Twente '65           | –               |            |
| -             | Vlag van Nederland   | Tjeerd van 't Land | –          | 3          | –            | 0            | –          | 2          | –          | 5          | 2e         | Seattle Sounders        | –               |            |
| -             | Vlag van Denemarken  | Niels Sørensen     | –          | 1          | –            | 0            | –          | 1          | –          | 2          | 1e         | FC Amsterdam            | –               |            |
| Aanvallers    |                      |                    |            |            |              |              |            |            |            |            |            |                         |                 |            |
| -             | Vlag van Uruguay     | Yuri Banhoffer     | –          | 8          | –            | 1            | –          | 1          | –          | 10         | 3e         | Los Angeles Aztecs      | –               |            |
| -             | Vlag van Nederland   | Ronald Hendriks    | 34         | 13         | –            | 1            | –          | 1          | 34         | 15         | 1e         | Epe (ama)               | –               |            |
| -             | Vlag van Nederland   | Koko Hoekstra      | –          | 8          | –            | 2            | –          | 1          | –          | 11         | 1e         | FC Groningen            | –               |            |
| -             | Vlag van Nederland   | Ron Jans           | 7          | 1          | –            | 0            | –          | 0          | 7          | 1          | 1e         | Jeugd                   | –               |            |
| -             | Vlag van Joegoslavië | Slobodan Lukac     | –          | 0          | –            | 0            | –          | 0          | –          | 0          | 3e         | FK Proleter Novi Sad    | –               |            |
| -             | Vlag van Denemarken  | Bjarne Petersen    | –          | 5          | –            | 2            | –          | 0          | –          | 7          | 1e         | FC Amsterdam            | –               |            |
| -             | Vlag van Nederland   | Cees van Slooten   | –          | 5          | –            | 0            | –          | 0          | –          | 5          | 2e         | FC Amsterdam            | –               |            |
| Nr.           | Nat.                 | Naam               | W          |            | W            |              | W          |            | W          |            | Seizoen    | Vorige club             | Debuut          |            |
| Nr.           | Nat.                 | Naam               | Competitie | Competitie | Nacompetitie | Nacompetitie | Beker      | Beker      | Totaal     | Totaal     | Seizoen    | Vorige club             | Debuut          |            |

### Technische staf
| Naam         | Functie      |
| ------------ | ------------ |
| Hans Alleman | Hoofdtrainer |

## Statistieken PEC Zwolle 1976/1977

### Eindstand PEC Zwolle in de Nederlandse Eerste divisie 1976 / 1977
| Stand | Gespeeld | Gewonnen | Gelijk | Verloren | Punten | Doelpunten voor | Doelpunten tegen |
| ----- | -------- | -------- | ------ | -------- | ------ | --------------- | ---------------- |
| 2e    | 36       | 21       | 12     | 3        | 54     | 63              | 26               |

### Topscorers
| #                | Naam                          | Goal |
| ---------------- | ----------------------------- | ---- |
| 1.               | Ronald Hendriks               | 13   |
| 2.               | Yuri Banhoffer                | 8    |
| 2.               | Koko Hoekstra                 | 8    |
| 4.               | Peter Gerards                 | 5    |
| 4.               | Bjarne Petersen               | 5    |
| 4.               | Cees van Slooten              | 5    |
| 7.               | Ben Hendriks                  | 4    |
| 8.               | Jan Hendriksen                | 3    |
| 8.               | Tjeerd van 't Land            | 3    |
| 10.              | Rinus Israël                  | 2    |
| 11.              | Ype Hamming                   | 1    |
| 11.              | Evert Hooijer                 | 1    |
| 11.              | René IJzerman                 | 1    |
| 11.              | Ron Jans                      | 1    |
| 11.              | Niels Sørensen                | 1    |
| 11.              | Henk Warnas                   | 1    |
| Eigen doelpunten |                               |      |
| –                | Karsten Jensen (FC Groningen) | 1    |
| Totaal           | Totaal                        | 63   |

| #      | Naam            | Goal |
| ------ | --------------- | ---- |
| 1.     | Ben Hendriks    | 2    |
| 1.     | Koko Hoekstra   | 2    |
| 1.     | Bjarne Petersen | 2    |
| 4.     | Yuri Banhoffer  | 1    |
| 4.     | Klaas Drost     | 1    |
| 4.     | Ronald Hendriks | 1    |
| Totaal | Totaal          | 9    |

| #      | Naam               | Goal |
| ------ | ------------------ | ---- |
| 1.     | Tjeerd van 't Land | 2    |
| 2.     | Yuri Banhoffer     | 1    |
| 2.     | Peter Gerards      | 1    |
| 2.     | Ype Hamming        | 1    |
| 2.     | Ronald Hendriks    | 1    |
| 2.     | Jan Hendriksen     | 1    |
| 2.     | Koko Hoekstra      | 1    |
| 2.     | Rinus Israël       | 1    |
| 2.     | Niels Sørensen     | 1    |
| Totaal | Totaal             | 10   |

### Punten per speelronde
| Speelronde | 1 | 2 | 3 | 4 | 5 | 6 | 7 | 8 | 9 | 10 | 11 | 12 | 13 | 14 | 15 | 16 | 17 | 18 | 19 | 20 | 21 | 22 | 23 | 24 | 25 | 26 | 27 | 28 | 29 | 30 | 31 | 32 | 33 | 34 | 35 | 36 |
| ---------- | - | - | - | - | - | - | - | - | - | -- | -- | -- | -- | -- | -- | -- | -- | -- | -- | -- | -- | -- | -- | -- | -- | -- | -- | -- | -- | -- | -- | -- | -- | -- | -- | -- |
| Punten     | 1 | 1 | 2 | 1 | 2 | 1 | 0 | 2 | 1 | 2  | 2  | 2  | 2  | 2  | 2  | 2  | 1  | 2  | 1  | 1  | 1  | 0  | 2  | 1  | 2  | 2  | 2  | 2  | 0  | 1  | 2  | 2  | 2  | 2  | 2  | 1  |

### Punten na speelronde
| Speelronde | 1 | 2 | 3 | 4 | 5 | 6 | 7 | 8  | 9  | 10 | 11 | 12 | 13 | 14 | 15 | 16 | 17 | 18 | 19 | 20 | 21 | 22 | 23 | 24 | 25 | 26 | 27 | 28 | 29 | 30 | 31 | 32 | 33 | 34 | 35 | 36 |
| ---------- | - | - | - | - | - | - | - | -- | -- | -- | -- | -- | -- | -- | -- | -- | -- | -- | -- | -- | -- | -- | -- | -- | -- | -- | -- | -- | -- | -- | -- | -- | -- | -- | -- | -- |
| Punten     | 1 | 2 | 4 | 5 | 7 | 8 | 8 | 10 | 11 | 13 | 15 | 17 | 19 | 21 | 23 | 25 | 26 | 28 | 29 | 30 | 31 | 31 | 33 | 34 | 36 | 38 | 40 | 42 | 42 | 43 | 45 | 47 | 49 | 51 | 53 | 54 |

### Stand na speelronde
| Speelronde | 1   | 2   | 3  | 4  | 5  | 6  | 7  | 8  | 9  | 10 | 11 | 12 | 13 | 14 | 15 | 16 | 17 | 18 | 19 | 20 | 21 | 22 | 23 | 24 | 25 | 26 | 27 | 28 | 29 | 30 | 31 | 32 | 33 | 34 | 35 | 36 |
| ---------- | --- | --- | -- | -- | -- | -- | -- | -- | -- | -- | -- | -- | -- | -- | -- | -- | -- | -- | -- | -- | -- | -- | -- | -- | -- | -- | -- | -- | -- | -- | -- | -- | -- | -- | -- | -- |
| Stand      | 12e | 11e | 6e | 6e | 4e | 3e | 5e | 5e | 5e | 4e | 4e | 3e | 3e | 3e | 3e | 2e | 3e | 3e | 3e | 3e | 2e | 3e | 3e | 3e | 2e | 2e | 1e | 1e | 2e | 1e | 2e | 2e | 1e | 1e | 1e | 2e |

### Doelpunten per speelronde
| Speelronde | 1 | 2 | 3 | 4 | 5 | 6 | 7 | 8 | 9 | 10 | 11 | 12 | 13 | 14 | 15 | 16 | 17 | 18 | 19 | 20 | 21 | 22 | 23 | 24 | 25 | 26 | 27 | 28 | 29 | 30 | 31 | 32 | 33 | 34 | 35 | 36 | Totaal |
| ---------- | - | - | - | - | - | - | - | - | - | -- | -- | -- | -- | -- | -- | -- | -- | -- | -- | -- | -- | -- | -- | -- | -- | -- | -- | -- | -- | -- | -- | -- | -- | -- | -- | -- | ------ |
| Doelpunten | 1 | 2 | 2 | 0 | 4 | 1 | 0 | 3 | 0 | 2  | 1  | 2  | 1  | 2  | 1  | 2  | 2  | 3  | 1  | 1  | 0  | 0  | 1  | 2  | 2  | 3  | 2  | 6  | 0  | 1  | 3  | 2  | 3  | 3  | 2  | 2  | 63     |